# Новокубанский сельский округ
Новокуба́нский се́льский окру́г (каз. Новокубан ауылдық округі) — административная единица в составе Шортандинского района Акмолинской области Республики Казахстан.
Административный центр — село Новокубанка.

## География
Административно-территориальное образование расположено в центрально-западной части Шортандинского района. В состав сельского округа входит 2 населённых пункта.
Граничит с землями административных единиц:
- Раевский сельский округ — на севере,
- Дамсинский сельский округ — на востоке,
- Целиноградский район — на юге,
- Петровский сельский округ — на западе,
- Пригородный сельский округ — на северо-западе.

Территория сельского округа расположена в северных окраинах казахского мелкосопочника. Рельеф местности в основном представляет из себя равнину с малыми возвышенностями. Перепад высот незначительны; средняя высота округа — около 320 метров над уровнем моря.
Гидрографическая сеть представлена рекой Колутон — протекающая с востока на запад.
Климат холодно-умеренный, с хорошей влажностью. Среднегодовая температура воздуха отрицательная и составляет около -3,8°С. Среднемесячная температура воздуха в июле достигает +19,9°С. Среднемесячная температура января составляет около -14,7°С. Среднегодовое количество осадков составляет около 420 мм. Основная часть осадков выпадает в период с июня по август.
Через территорию сельского округа с востока на запад проходит около 10 километров автодороги областного значения — КС-4 «Жолымбет — Шортанды — Пригородное».

## История
В 1989 году существовал как — Новокубанский сельсовет (сёла Новокубанка, Алтайское).
В периоде 1991—1998, годов Новокубанский сельсовет был преобразован в сельский округ.

## Население
| Численность населения | Численность населения | Численность населения |
| 1989                  | 1999                  | 2009                  |
| --------------------- | --------------------- | --------------------- |
| 2357                  | ↘1990                 | ↗2036                 |

## Состав
| № | Населённый пункт | Тип населённого пункта       | Население, 1989 | Население, 1999 | Население, 2009 |
| - | ---------------- | ---------------------------- | --------------- | --------------- | --------------- |
| 1 | Алтайское        | село                         | 179             | 180             | 143             |
| 2 | Новокубанка      | село, административный центр | 2 178           | 1 810           | 1 893           |

## Местное самоуправление
Аппарат акима Новокубанского сельского округа — село Новокубанка, улица Почтовая, 11.
- Аким сельского округа – Мардан Рахат.